# Alexandr Griboiedov
Alexandr Serguéievitch Griboiédov (em russo:  Александр Сергеевич Грибоедов; Moscovo, 15 de janeiro de 1795 - Teerão, 11 de fevereiro de 1829) foi um dramaturgo, compositor e diplomata russo.

## Biografia
Estudou na Universidade de Moscovo de 1810 a 1812. Entrou num regimento de hussardos, mas saiu em 1816. No ano seguinte, entrou na função pública. Torna-se secretário da delegação russa na Pérsia, e depois é transferido para a Geórgia. Começa a escrever muito jovem, e em 1816 produz em São Petersburgo uma comédia em verso intitulada O Casal Jovem (Молодые супруги), seguida de outras obras do mesmo estilo. Mas a mais popular é, de longe, A infelicidade de ter demasiado espírito (Горе от ума, literalmente a infelicidade devida ao espírito), uma sátira da aristocracia russa.
De regresso à Geórgia torna-se útil à Rússia durante a guerra russo-persa de 1826-1828 ajudando um familiar, o conde Ivan Paskévitch, pelos conhecimentos que tinha da língua persa. Logo depois do Tratado de Turkmantchai de 1828 regressa à Rússia. Recebido com pompa, pensa consagrar-se à literatura e inicia a escrita de um drama romântico, Uma noite georgiana (Грузинская ночь), mas é subitamente enviado à Pérsia como ministro plenipotenciário. Pouco depois de chegar a Teerão, um grupo de fanáticos assalta a embaixada russa. Griboiedov, bem como a quase totalidade do pessoal diplomático, é assassinado e o seu corpo é tão maltratado pelos assassinos que não é reconhecido senão por uma cicatriz numa das mãos, vestígio de um antigo duelo.
Levado para Tbilisi é enterrado no mosteiro de São David. A sua viúva Nina Griboiédova (filha do seu amigo Alexandr Tchavtchavadze), com quem tinha casado poucos meses antes, ergue-lhe um monumento evocativo.